# Michaelskirche (Schnaitheim)

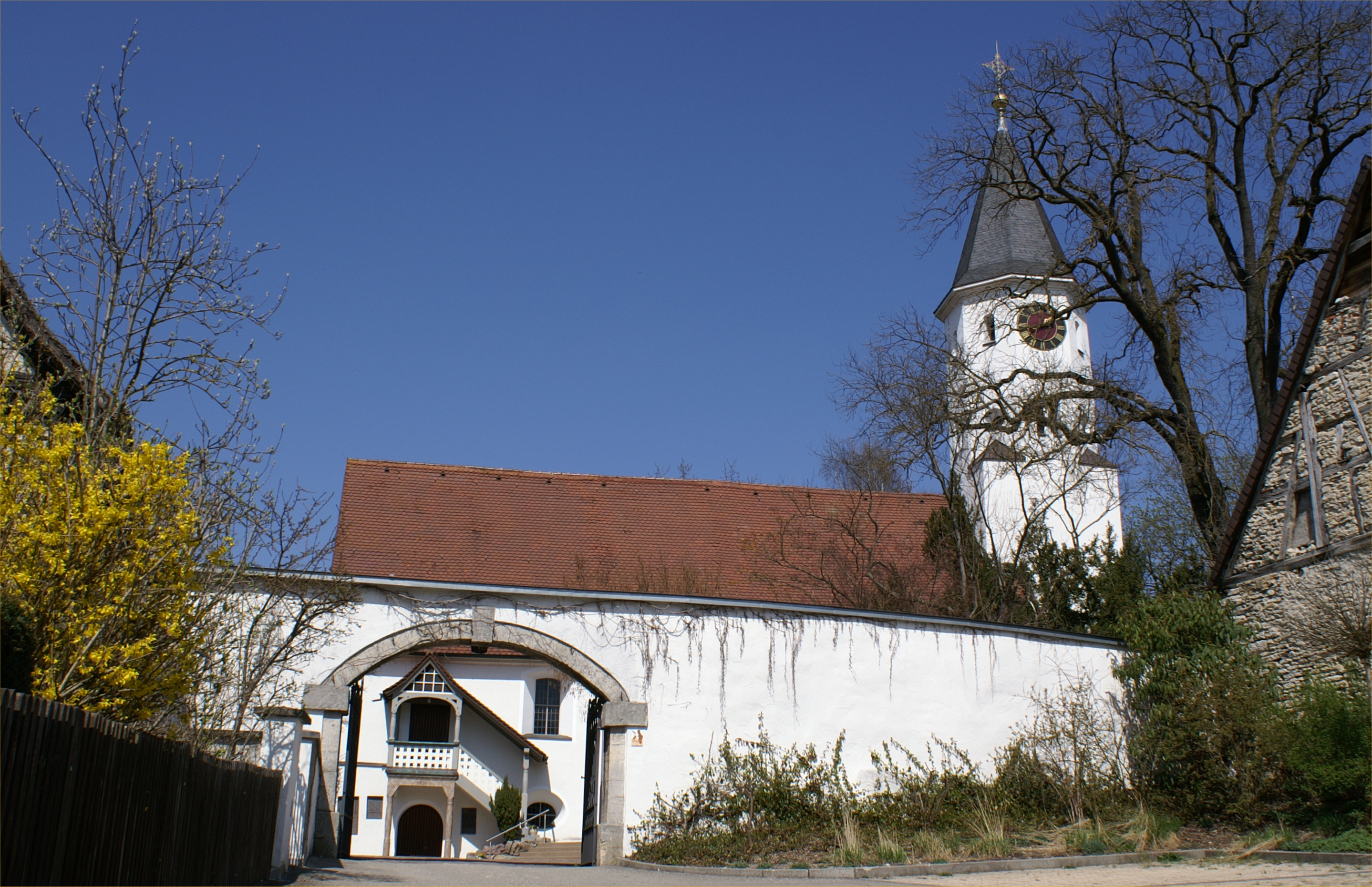
Michaelskirche in Schnaitheim

Die Michaelskirche steht in Schnaitheim, einem Stadtteil von Heidenheim an der Brenz im Landkreis Heidenheim in Baden-Württemberg. Das Bauwerk ist beim Landesamt für Denkmalpflege Baden-Württemberg als Baudenkmal eingetragen. Die Kirchengemeinde gehört zum Kirchenbezirk Heidenheim der Evangelischen Landeskirche in Württemberg.

## Beschreibung
Die um 1470/80 gebaute Saalkirche wurde im 17. und 18. Jahrhundert verändert. Sie besteht aus einem Langhaus und einem ehemaligen Chorturm im Osten, der 1774 mit einem achteckigen Geschoss für die Turmuhr und den Glockenstuhl aufgestockt und 1890 mit einem achtseitigen Knickhelm bedeckt wurde.
Der Innenraum des mit einer Flachdecke überspannten Langhauses wird bestimmt durch die Bilder an den Brüstungen der Emporen. In einem 1762 errichteten Anbau an der Nordseite des Langhauses wurde 1911 von der Giengener Orgelmanufaktur Gebr. Link in einen vorhandenen Prospekt auf der Empore eine Orgel eingebaut.